# Witold Karolewski
Witold Aleksander Karolewski (ur. 28 kwietnia 1890 w Krakowie, zm. 4–7 kwietnia 1940 w Katyniu) – major uzbrojenia Wojska Polskiego, ofiara zbrodni katyńskiej.

## Życiorys
Syn Aleksandra i Anny z Parysów. Absolwent Wydziału Filozoficznego Uniwersytetu Jagiellońskiego i Instytutu Towaroznawstwa w Krakowie. 4 sierpnia 1914 zaciągnął się do Legionów. Służył w 7 i 5 pułku piechoty.
1 listopada 1918 wstąpił do Wojska Polskiego w stopniu chorążego. Walczył o Lwów. W czasie wojny 1920 służył w Parku Uzbrojenia nr 1 i 2. Po zakończeniu wojny przeniesiony do warsztatów amunicyjnych w Krakowie na stanowisko kierownika Laboratorium Analiz Materiałów Wybuchowych. 3 maja 1922 roku został zweryfikowany w stopniu kapitana ze starszeństwem z dniem 1 czerwca 1919 roku i 80. lokatą w korpusie oficerów uzbrojenia, a jego oddziałem macierzystym był Okręgowy Zakład Uzbrojenia Nr 1 w Warszawie.
18 lutego 1928 roku awansował na majora ze starszeństwem z dniem 1 stycznia 1928 roku i 15. lokatą w korpusie oficerów uzbrojenia. W latach 1928–1939 piastuje stanowisko zastępcy kierownika w Instytucie Badań Materiałów Uzbrojenia w Warszawie.
Po wybuchu II wojny światowej i agresji ZSRR na Polskę (17 września 1939), w nieznanych okolicznościach dostał się do niewoli sowieckiej. Od kwietnia 1940 przebywał w obozie jenieckim w Kozielsku. Między 3 a 5 kwietnia został przekazany do dyspozycji naczelnika Zarządu NKWD Obwodu Smoleńskiego – lista wywózkowa z 2 kwietnia 1940 bez numeru. Między 4 a 7 kwietnia 1940 został zamordowany w Katyniu przez funkcjonariuszy Obwodowego Zarządu NKWD w Smoleńsku oraz pracowników NKWD przybyłych z Moskwy na mocy decyzji Biura Politycznego KC WKP(b) z 5 marca 1940. Ofiary tej zbrodni grzebano w bezimiennych mogiłach zbiorowych, gdzie od 28 lipca 2000 mieści się oficjalnie Polski Cmentarz Wojenny w Katyniu. W miejscu tym prowadzone były ekshumacje i prace archeologiczne, jednak Witold Aleksander Karolewski nie został zidentyfikowany.
Był żonaty z Zofią Bylcówną, z którą miał czworo dzieci.
5 października 2007 minister obrony narodowej Aleksander Szczygło mianował go pośmiertnie na stopień podpułkownika. Awans został ogłoszony 9 listopada 2007 w Warszawie, w trakcie uroczystości „Katyń Pamiętamy – Uczcijmy Pamięć Bohaterów”.

## Ordery i odznaczenia
- Krzyż Srebrny Orderu Wojskowego Virtuti Militari nr 3068 – 10 sierpnia 1922[17]
- Krzyż Niepodległości – 13 kwietnia 1931 „za pracę w dziele odzyskania niepodległości”[18]
- Krzyż Walecznych[3]
- Złoty Krzyż Zasługi – 18 lutego 1939 „za zasługi na polu pracy społecznej”[19]